# Cepaea
Cepaea es un género  de gasterópodos pulmonados terrestres de la familia Helicidae. Tienen un tamaño medio y la concha presenta a menudo colores brillantes y bandas oscuras espirales. Presentan una gran variabilidad cromática que ha sido objeto de numerosos estudios genéticos y evolutivos

## Especies
El género incluye cuatro especies en dos subgénero s:
Subgénero Cepaea
- Cepaea hortensis (O. F. Müller, 1774) - Europa, incluyendo España
- Cepaea nemoralis (Linnaeus, 1758) (especie tipo) - Europa, incluyendo España

Subgénero Austrotachea
- Cepaea sylvatica (Drapanaud, 1801) - Francia, Italia, Suiza, Alemania
- Cepaea vindobonensis (Férussac, 1821) - Europa centro-oriental

## Proyecto "Evolution Megalab"
Cepaea hortenis y Cepaea nemoralis presentan una gran variabilidad cromática que ha sido objeto de numerosos estudios genéticos y evolutivos. En este sentido, se ha iniciado un proyecto liderado por la Open University y la University College de Londres que anima a toda la población europea a investigar estos caracoles para recoger el mayor número de datos sobre las transformaciones que han sufrido en las últimas décadas. El nombre de esta investigación es "Evolution Megalab".